# 城島高次

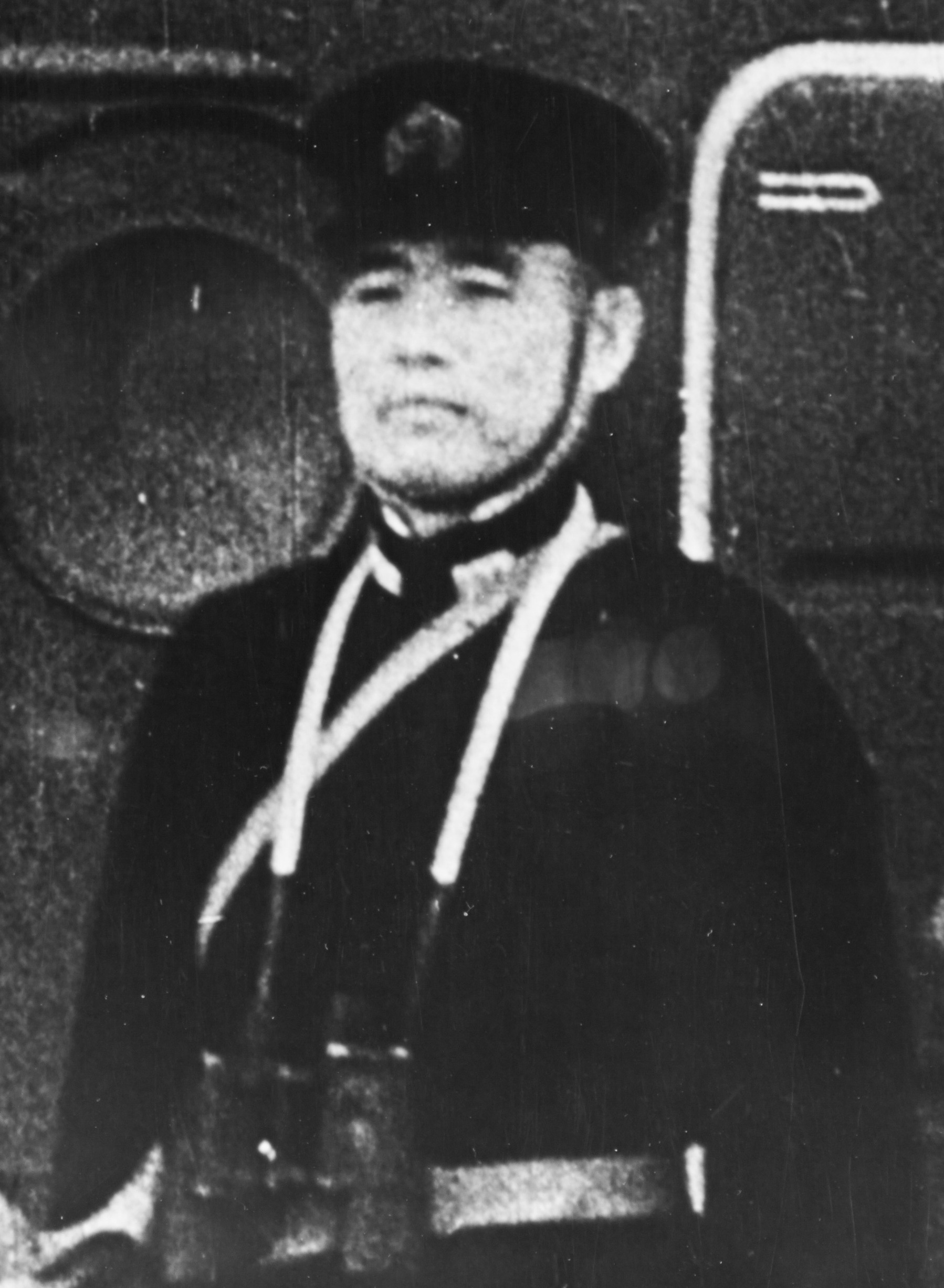

城島 高次（じょうじま たかつぐ、1890年（明治23年）6月20日 - 1967年（昭和42年）10月9日）は、日本海軍の軍人。最終階級は海軍少将。

## 経歴
佐賀県出身。佐賀中学校を経て、海軍兵学校および陸軍士官学校（第24期）を受験し、双方に合格している。1912年（明治45年）7月、 海軍兵学校（40期）を卒業し、海軍大学校航海科で学んだ。
「満州」分隊長、運送艦「高崎」・敷設艦「勝力」・「若宮」・給油艦「尻矢」・「龍田」の各航海長、第1遣外艦隊付、「名取」「阿武隈」「羽黒」「加賀」の各航海長などを歴任。
さらに、「能登呂」「長良」「青葉」「霧島」の各副長、給油艦「鶴見」・「鳳翔」の各艦長、呉海軍航空隊司令、「翔鶴」艤装員長・初代艦長として真珠湾攻撃、ラバウル攻略、インド洋作戦、珊瑚海海戦に参加。1942年（昭和17年）5月、海軍少将に昇進。同月25日、「翔鶴」艦長を有馬正文大佐に交代。
以後、連合艦隊司令部付、第11航空戦隊司令官、第50航空戦隊司令官、第2航空戦隊司令官、第21航空戦隊司令官、第11連合航空戦隊司令官、第12連合航空戦隊司令官、第12航空戦隊司令官などを歴任し、1945年（昭和20年）9月、予備役に編入された。
1947年（昭和22年）11月、公職追放仮指定を受けた。

## 栄典
位階
- 1914年（大正3年）1月30日 - 正八位[2]
- 1916年（大正5年）1月21日 - 従七位[3]

勲章
- 1942年（昭和17年）9月8日  - 勲二等瑞宝章[4]